# Cavidad glenoidea (escápula)
La cavidad glenoidea es una depresión de la superficie articular, piriforme y de escasa profundidad, localizada en el ángulo lateral de la escápula. Se orienta en dirección anterior y lateral, y se articula con la cabeza del húmero; su diámetro vertical es mayor que el transversal y es más ancha en la parte inferior. 
Esta cavidad conforma la articulación glenohumeral junto al húmero. Esta articulación es de sinovial, similar al de la rótula aunque, a diferencia de la rótula, es una articulación de tipo enartrosis o esférica. La superficie articular está cubierta con cartílago in vivo; y sus márgenes, ligeramente elevadas, sirven de inserción a una estructura fibrocartilaginosa, el labrum glenoideo, el cual profundiza la cavidad.
Comparada con el acetábulo esta cavidad tiene menor profundidad. Esto hace que la articulación del hombro sea más propensa a la luxación a pesar de estar rodeada de músculos y ligamentos fuertes.  
Al ser poco profunda, esta cavidad le permite un amplio rango de movimientos a la articulación glenohumeral, la más alta de todas las articulaciones del cuerpo, permitiendo 120 grados de flexión. Esto se asocia al alto grado de movilidad de la escápula.